# Arquebisbat de Jakarta
L'arquebisbat de Jakarta (bahasa: Keuskupan Agung Jakarta; llatí: Archidioecesis Giakartana) és una seu metropolitana de l'Església Catòlica a Indonèsia. El 2013 tenia 481.655 batejats sobre una població de 12.751.000 habitants. Actualment està regida per l'arquebisbe Ignatius Suharyo Hardjoatmodjo.

## Territori
L'arxidiòcesi comprèn els següents territoris a l'illa de Java, a Indonèsia:
- el territori ciutadà de la capital, Jakarta;
- la regència i la municipalitat de Bekasi a la província de Java Occidental;
- la regència i la municipalitat de Tangerang i de Tangerang Selatan a la província de Banten.

La seu arxiepiscopal és la ciutat de Jakarta, on es troba la catedral de Santa Maria.
El territori s'estén sobre 10.775 km², i està dividit en 63 parròquies, reagrupades en 8 decanats.

### La província eclesiàstica
La província eclesiàstica de Jakarta, instituïda el 1961, comprèn, com a diòcesis sufragànies les diòcesis de:
- Badung
- Bogor

## Història
El 1807 Lluís Bonaparte esdevingué rei d'Holanda i el Papa Pius VII dividí en tres les circumscripcions eclesiàstiques dels territoris holandesos d'ultramar, dos dels quals es trobaven a les Antilles i la tercera a les Índies Orientals, amb seu a Jakarta. L'any següent nomenà el primer prefecte apostòlic, però la prefectura apostòlica de Batàvia va ser erigida de facto només al 1826, prenent el territori de la prefectura apostòlica de Bourbon, anomenada també prefectura apostòlica dels Mars del Sud.
El 3 d'abril de 1841 la prefectura apostòlica va ser elevada a vicariat apostòlic.
Posteriorment ha cedit noves porcions del seu territori per tal que s'erigissin noves circumscripcions eclesiàstiques:
- el 4 de setembre de 1855 per tal que s'erigís la prefectura apostòlica de Labuan i Borneo (avui arxidiòcesi de Kota Kinabalu);
- l'11 de febrer de 1905 per tal que s'erigís la prefectura apostòlica del Borneo holandès (avui arxidiòcesi de Pontianak);
- el 30 de juny de 1911 per tal que s'erigís la prefectura apostòlica de Sumatra (avui arxidiòcesi de Medan);
- el 16 de setembre de 1913 per tal que s'erigís la prefectura apostòlica de les Illes de la Piccola Sonda (avui arxidiòcesi d'Ende), a les que cedí també l'illa de Flores el 20 de juliol de 1914;
- el 19 de novembre de 1919 per tal que s'erigís la prefectura apostòlica de Celebes (avui bisbat de Manado);
- el 27 d'abril de 1927 per tal que s'erigís la prefectura apostòlica de Malang (avui diòcesi);
- el 15 de febrer de 1928 per tal que s'erigís la prefectura apostòlica de Surabaia (avui bisbat de Surabaya);
- el 20 d'abril de 1932 per tal que s'erigís la prefectura apostòlica de Bandung (avui diòcesi);
- el 25 d'abril del mateix any per tal que s'erigís la prefectura apostòlica de Purwokerto (avui diòcesi);
- el 25 de juny de 1940 per tal que s'erigís el vicariat apostòlic de Semarang (avui arxidiòcesi);
- el 9 de desembre de 1948 per tal que s'erigís la prefectura apostòlica de Sukabumi (avui bisbat de Bogor).

El 7 de febrer de 1950 assumí el nom de vicariat apostòlic de Jakarta.
El 3 de gener de 1961 el vicariat apostòlic va ser elevat al rang d'arxidiòcesi metropolitana mitjançant la butlla del Papa Joan XXIII.

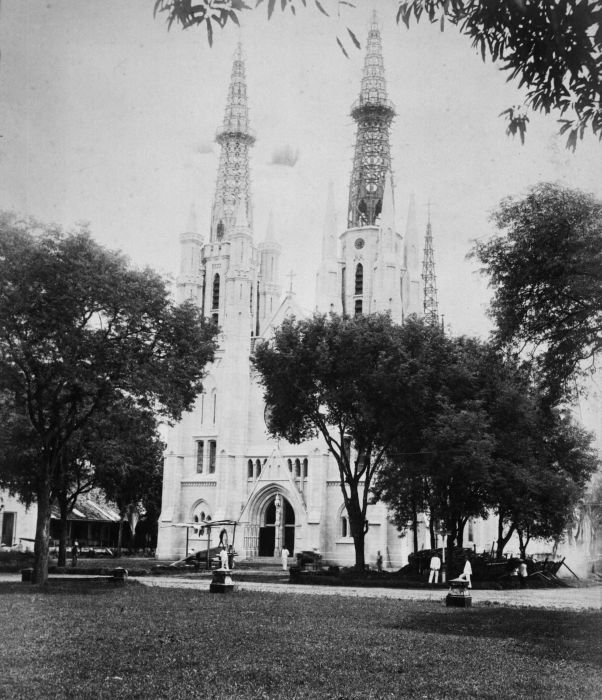
Foto d'època de la catedral de Jacarta

## Cronologia episcopal
- Jacobus Nelissen † (1808 - 1817)
- Lambertus Prinsen † (1817 - 1830)
- Johannes Scholten † (1831 - 1842)
- Jacobus Grooff † (20 settembre 1842 - 1846 renuncià)
- Petrus Maria Vrancken † (4 de juny de 1847 - 1874 renuncià)
- Adam C. Claessens † (16 de juny de 1874 - 1893 renuncià)
- Walterus Staal, S.J. † (1893 - 30 de juny de 1897 mort)
- Edmondo Luypen, S.J. † (20 de maig de 1898 - 2 de maig de 1923 mort)
- Antonius van Velsen, S.J. † (26 de gener de 1924 - 1933 o 1934 renuncià)
- Peter Willekens, S.J. † (23 de juliol de 1934 - 1952 renuncià)
- Adrianus Djajasepoetra, S.J. † (18 de febrer de 1953 - 21 de maig de 1970 jubilat)
- Leo Soekoto, S.J. † (21 de maig de 1970 - 30 de desembre de 1995 mort)
- Julius Riyadi Darmaatmadja, S.J. (11 de gener de 1996 - 28 de juny de 2010 jubilat)
- Ignatius Suharyo Hardjoatmodjo, des del 28 de juny de 2010

## Estadístiques
A finals del 2013, la diòcesi tenia 481.655 batejats sobre una població de 12.751.000 persones, equivalent al 3,8% del total.
| any  | població | població   | població | sacerdots | sacerdots       | sacerdots       | sacerdots             | diaques | religiosos | religiosos | parròquies |
| ---- | -------- | ---------- | -------- | --------- | --------------- | --------------- | --------------------- | ------- | ---------- | ---------- | ---------- |
| any  | batejats | total      | %        | total     | clergat secular | clergat regular | batejats por sacerdot | diaques | homes      | dones      |            |
| 1950 | 29.379   | 3.500.000  | 0,8      | 57        | 1               | 56              | 515                   |         | 54         | 256        | 12         |
| 1970 | 59.846   | 6.500.000  | 0,9      | 100       | 8               | 92              | 598                   |         | 133        | 306        |            |
| 1980 | 148.034  | 7.545.421  | 2,0      | 133       | 8               | 125             | 1.113                 | 1       | 218        | 337        | 33         |
| 1990 | 288.052  | 10.233.300 | 2,8      | 168       | 27              | 141             | 1.714                 |         | 261        | 402        | 40         |
| 1998 | 374.777  | 10.579.800 | 3,5      | 229       | 30              | 199             | 1.636                 |         | 407        | 568        | 51         |
| 2002 | 411.036  | 11.279.332 | 3,6      | 277       | 45              | 232             | 1.483                 |         | 393        | 583        | 53         |
| 2013 | 481.655  | 12.751.000 | 3,8      | 345       | 65              | 280             | 1.396                 |         | 467        | 622        | 63         |